# Arrondissement Strasbourg
Das Arrondissement Strasbourg ist ein Verwaltungsbezirk im Département Bas-Rhin in der Region Grand Est (bis Ende 2015 Elsass) in Frankreich. Sein Sitz ist in Straßburg.

## Geschichte
Am 1. Januar 2015 wurden die bisherigen Arrondissements Strasbourg-Ville und Strasbourg-Campagne aufgelöst und das Arrondissement Straßburg neu gebildet. Während das städtische Arrondissement ganz im neuen Arrondissement aufging, erhielt dieses aus dem ländlichen Arrondissement die Gemeinden in der Umgebung der Stadt.

## Geographie
Das Arrondissement grenzt im Osten an den deutschen Regierungsbezirk Freiburg in Baden-Württemberg. Des Weiteren grenzt es an alle weiteren Arrondissements im Département: im Süden an das Arrondissement Sélestat-Erstein, im Westen an die Arrondissements Molsheim und Saverne und im Norden an das Arrondissement Haguenau-Wissembourg.

## Wahlkreise
Im Arrondissement liegen die folgenden Kantone:
- Kanton Brumath (mit drei von 22 Gemeinden)
- Kanton Hœnheim
- Kanton Illkirch-Graffenstaden
- Kanton Lingolsheim
- Kanton Schiltigheim
- Kanton Straßburg-1
- Kanton Straßburg-2
- Kanton Straßburg-3
- Kanton Straßburg-4
- Kanton Straßburg-5
- Kanton Straßburg-6

## Gemeinden
Die Gemeinden des Arrondissements Strasbourg sind:
| 1. Achenheim (67001)     | 2. Bischheim (67043)               | 3. Blaesheim (67049)       | 4. Breuschwickersheim (67065)  |
| 5. Eckbolsheim (67118)   | 6. Eckwersheim (67119)             | 7. Entzheim (67124)        | 8. Eschau (67131)              |
| 9. Fegersheim (67137)    | 10. Geispolsheim (67152)           | 11. Hangenbieten (67182)   | 12. Hœnheim (67204)            |
| 13. Holtzheim (67212)    | 14. Illkirch-Graffenstaden (67218) | 15. Kolbsheim (67247)      | 16. La Wantzenau (67519)       |
| 17. Lampertheim (67256)  | 18. Lingolsheim (67267)            | 19. Lipsheim (67268)       | 20. Mittelhausbergen (67296)   |
| 21. Mundolsheim (67309)  | 22. Niederhausbergen (67326)       | 23. Oberhausbergen (67343) | 24. Oberschaeffolsheim (67350) |
| 25. Osthoffen (67363)    | 26. Ostwald (67365)                | 27. Plobsheim (67378)      | 28. Reichstett (67389)         |
| 29. Schiltigheim (67447) | 30. Souffelweyersheim (67471)      | 31. Straßburg (67482)      | 32. Vendenheim (67506)         |
| 33. Wolfisheim (67551)   |                                    |                            |                                |